# Fort de Brégançon
Il Fort de Brégançon (Forte di Brégançon) è una fortezza su un isolotto vicino alla costa francese, nel comune francese di Bormes-les-Mimosas nel dipartimento del Var. Viene usata come residenza di Stato.

## Storia
Il sito fu occupato fin da tempi antichissimi. Il vecchio villaggio è scomparso.
Il forte è una residenza ufficiale dal 1968 per volontà del Presidente Charles de Gaulle. I presidenti de Gaulle e Mitterrand hanno dimorato un'unica volta in questa residenza. Al contrario, i presidenti Pompidou, Giscard d'Estaing, Chirac e Sarkozy sono andati regolarmente nel forte. Il presidente Hollande vi ha trascorso la sua vacanza nel mese di agosto 2012.
Venne utilizzato come residenza ufficiale e luogo di villeggiatura, principalmente estiva, per il Presidente della Repubblica francese, continuamente dal 1968, tranne un'interruzione nel 2014. Venne aperto per la prima volta al pubblico il 26 giugno 2014.
Il Forte di Brégançon, dopo essere stato gestito dal Centro dei Monumenti Nazionali (Centre des Monuments Nationaux), ritornò poi sotto la gestione diretta dell'Eliseo, ma dovrebbe restare aperto al pubblico in assenza della coppia presidenziale. Il Presidente della Repubblica francese infatti ha fatto realizzare lavori d'affresco, e vi ha fatto installare una piscina fuori terra, del valore di 34.000 euro.

## Descrizione
Il Forte è situato su un isolotto sulla riva del mar Mediterraneo, vicinissimo alla costa francese, nel comune francese di Bormes-les-Mimosas nel dipartimento del Var. È situato sull'alto di un picco roccioso di 35 metri d'altitudine e ad alcuni metri dalla costa di Capo Bénat (Cap Bénat), al quale è collegato da un molo artificiale, la cui costruzione fu ordinata dal Charles De Gaulle, poiché in origine era di fatto separato da un braccio di mare dalla terraferma, e quindi era situato davvero su un'isoletta. Il molo è stato riempito con un terrapieno, utilizzato poi come parcheggio per il personale del luogo, potendo anche servire da eliporto, all'occorrenza.

## Sito
L'isolotto, la cui superficie è pari a circa 2000 m2, è in realtà un massiccio sperone roccioso alto 35 m, collegato alla riva da un molo. L'accesso al forte avviene per mezzo di un ponte levatoio.